# Carl Gustaf Rehnskiöld
Carl Gustaf Rehnskiöld (6. august 1651 i Greifswald – 29. januar 1722) var svensk feltmarskal fra 1706. Han deltog i den store nordiske krig, og var bl.a. leder for svenskerne under det skæbnesvangre slag ved Poltava i 1709, hvor han blev taget til fange af russerne.

## Se Også
- Karl XII
- Adam Ludwig Lewenhaupt